# HK Dünamo Tallinn
Le HK Dünamo Tallinn (Hockey Club Dinamo Tallinn) est un club de hockey sur glace de Tallinn en Estonie.
Disparu dans les années 1950, le club est refondé en 2016.

## Historique
Comme de nombreux clubs de hockey sur glace en URSS, le Dinamo Tallinn est fondé en 1946. Le Dinamo constitue l'association sportive de divers services de sécurité et milices.
Le club se positionne comme la meilleure formation de hockey sur glace de la RSS d'Estonie. Il participe au Championnat d'URSS de 1946 à 1953, puis au championnat de 2e division pour deux saisons. En 1955, le club quitte le championnat national et pour jouer uniquement dans le championnat estonien.
Le club est refondé en 2016.

## Palmarès
- Championnat d'Estonie
  - Vainqueur : 1946, 1948, 1949, 1952, 1953, 1954